# Тропа мира
Тропа мира (итал. Sentiero della Pace; нем. Friedensweg) — высокогорная тропа на севере современной Италии. Тропа была проложена вдоль итало-австрийской линии фронта в Первую мировую войну. Сегодня это популярный у туристов исторический пешеходный маршрут в северной Италии.
Длина тропы мира составляет около 700 километров. Дорога начинается от перевала Стельвио на итало-швейцарской границе, затем спускается в долину реки Адидже рядом с Роверето и продолжается вплоть до Сесто. Самая низкая точка тропы находится в Рива-дель-Гарда (70 м), самая высокая — пик Мармолада (3343 м). Суммарный набор высоты, который преодолевает путник на тропе, превышает 37000 метров.

## Маршрут
Тропу мира преодолевают примерно за 45 дней.
Как правило, в литературе выделяют следующие отрезки маршрута:
- Перевал Стельвио до Пассо-дель-Тонале (Ортлерские Альпы): 5 дней
- От Пассо-дель-Тонале до Лардаро (Адамелло-Презанелла Альпы): 5 дней
- Из Лардаро через Рива-дель-Гарда в Роверето (горы озера Гарда): 10 дней.
- Из Роверето до Кальдонаццо (Висентино-Альпы): 9 дней.
- Из Кальдонаццо в Пассо-Ролле (Альпы долины Фьемме): 7 дней.
- От Пассо Ролле в Сесто (Доломитовы Альпы): 9 дней